# Славне (Каховський район)
Сла́вне — село в Україні, у Горностаївській селищній громаді Каховського району Херсонської області. Населення становить близько 400 осіб.
Біля села знаходиться зупинний пункт 90 км.

## Історія
Село засноване у 1888 році, переселенцями із села Стокопані Юзкуйської волості (нині Генічеський район) Мелітопольського повіту Таврійської губернії. Спочатку село мало назву Новоолександрівка (до 1964 року).
Під час організованого радянською владою Голодомору 1932—1933 років померло щонайменше 67 жителів села.
В 1963 році належало до Нижньо-Сірогозького району Херсонської області, а з 4 січня 1965 року — до Горностаївського району. З 1964 року назва села змінена з Новоолександрівки на Славне. Станом на 1968 рік село Славне входило до складу Великоблаговіщенської сільської ради. З 1970 року Славне стає центром Славненської сільської ради, до якої входять населені пункти Нова Благовіщенка та Софіївка.
У лютому 2022 року село тимчасово окуповане російськими військами під час російсько-української війни.

## Населення
Згідно з переписом УРСР 1989 року чисельність наявного населення села становила 533 особи, з яких 250 чоловіків та 283 жінки.
За переписом населення України 2001 року в селі мешкала 471 особа.

### Мова
Розподіл населення за рідною мовою за даними перепису 2001 року:
| Мова       | Відсоток |
| ---------- | -------- |
| українська | 96,37 %  |
| російська  | 2,99 %   |
| білоруська | 0,21 %   |
| інші       | 0,43 %   |

## Сьогодення
Хоча не дуже велике населення, але люди в ньому, особливо діти, вчителі, дуже люблять своє село. Завжди гарне… При школі працює краєзнавчий музей в якому знаходиться дуже багато експонатів, яким завідує Яворська Ганна Григорівна. Директор школи Ганіч Наталія Іванівна, та весь учительський колектив: Бондар Л. Л., Михайлюк В. Б., Стицько Л. А., Костенко Л. І., Смолянець Н. О., Довга Н. І., Дейнега Н. В., Шпонька М. О., Шпонька О. М., Яворська Г. Г., та учнівський колектив де виділяються такі учні як Розсолова Віка, Михайлович Вадим, Костенко Іван, Михайлович Надя, Чуркіна Катя, Куртяник Аліна, Куріпка Катя, Карпеченко Діма, Смолянець Аліна, Стицько Юля та ін. дбають про всебічний розвиток села. Також там є велика сім'я Розсолових, в якій 11 дітей…
Колективне сільськогосподарське підприємство «Перемога». Будинок культури. Бібліотека.